# تويتر زيرو
تويتر زيرو (بالإنجليزية: Twitter Zero)‏، هي مبادرة قامت بها الشبكة الاجتماعية تويتر بالتعاون مع مزودي خدمة الإنترنت وذلك للهواتف المحمولة والذكية كالأندرويد، من أجل تصفح الموقع مجانا بالنسبة لشركات الاتصال المصادقة على التنازل عن رسوم البيانات عند الدخول للموقع، حيث يمكن ملاحظة عبارة في الأعلى عند زيارة الموقع تفيد عدم فرض رسوم على ذلك. عند استخدام نسخة الموقع الإلكتروني (m.twitter.com) أو (zero.twitter.com) يمكن تصفح النصوص فقط، ويمكن تحميل الصور عن طريق استعمال تطبيق تويتر الرسمي للهواتف أو متصفح الإنترنت أوبرا ميني. هذا الإصدار، متاح فقط لمقدمي خدمة الإنترنت الذين دخلوا في اتفاق مع تويتر.

## الشركات التي تقدم الخدمة
- الهند، اتصالات ريلانس
- باكستان، Mobilink
- نيبال، Ncell
- أوزبكستان، يوسيل
- تركيا، تركسل
- الفلبين، فودافون وSmart Communications
- إندونيسيا، XL Axiata